# Jul a la carte
Jul a la carte är ett julalbum från 1974 av Glenmarks.

## Låtlista
1. Kring julgranen (Alice Tegnér)
2. Karusellen (trad.)
3. Gläns över sjö och strand (Alice Tegnér, Viktor Rydberg)
4. Prästens lilla kråka (trad.)
5. Morsgrisar är vi allihopa (trad.)
6. Och jungfrun hon går i ringen (trad.)
7. Sju vackra flickor i en ring (trad.)
8. Flicka lilla vill du gifta dig (trad.)
9. När det lider mot jul (Det strålar en stjärna) Ruben Liljefors, Jeanna Oterdahl
10. Staffansvisan (Staffan var en stalledräng)
11. Klang, min vackra bjällra (trad.)
12. Hej tomtegubbar (trad.)
13. Anders han var en hurtiger dräng (trad.)
14. Nu har vi ljus här i vårt hus (Johanna Ölander, Rafael Hertzberg)
15. Stilla natt (Stille Nacht, heilige Nacht) (Franz Gruber, Torsten Fogelqvist)
16. Tre pepparkaksgubbar (Alice Tegnér)
17. Jag gick mig ut en afton (trad.)
18. Det är en ros utsprungen (Es ist ein Ros' entsprungen, trad.)
19. Midnatt råder (Tomtarnas julnatt) (Vilhelm Sefve-Svensson, Alfred Smedberg)
20. Du tycker du är vacker
21. Goder afton (Alice Tegnér)

### Fotnoter
1. ↑  ”Jul a la carte”. Svensk mediedatabas. 26 februari 1974. http://smdb.kb.se/catalog/id/001884784. Läst 23 december 2013.